# Serinus capistratus
Serinus capistratus là một loài chim trong họ Fringillidae.